# Женн-Валь-де-Луар
Женн-Валь-де-Луар (фр. Gennes-Val-de-Loire) — новая коммуна на западе Франции, регион Пеи-де-ла-Луар, департамент Мен и Луара, округ Сомюр, кантоны Дуэ-ан-Анжу и Лонге-Жюмель. Расположена в 28 км к юго-западу от Анже и в 88 км к западу от Тура, в 15 км от автомагистрали А85, на обоих берегах реки Луара.
Население (2020) — 8 480 человек.

## История
Коммуна образована 1 января 2016 года путем слияния коммун:
- Грезийе
- Женн
- Ле-Турей
- Сен-Жорж-де-Сет-Вуа
- Шенют-Трев-Кюно

С 1 января 2018 года к новой коммуне также присоединились коммуны Ле-Розье-сюр-Луар и Сен-Мартен-де-ла-Плас. Ле-Розье-сюр-Луар стал центром коммуны, от него к новой коммуне перешли почтовый индекс и код INSEE. На картах в качестве координат Женн-Валь-де-Луар указываются координаты Ле-Розье-сюр-Луар.

## Достопримечательности
- Церковь Нотр-Дам XIII-XIX веков в Ле-Розье-сюр-Луар
- Башня Трев XV века в Шенют-Трев-Кюно, единственная сохранившаяся часть средневекового замка
- Церковь Нотр-Дам XII-XIII веков в романском стиле в Шенют-Трев-Кюно, бывшая главная церковь аббатства Нотр-Дам
- Эрмитаж Сен-Жан в Шенют-Трев-Кюно
- Дольмены Ла-Форе и Ла-Мадлен в Женне
- Церковь Святого Евсевия в Женне
- Галло-римский нимфеум в Женне
- Церковь Святой Варвары в Сен-Жорж-де-Сет-Вуа
- Аббатство Святого Мавра в Ле-Туре

## Экономика
Структура занятости населения:
- сельское хозяйство — 11,6 %
- промышленность — 11,7 %
- строительство — 12,2 %
- торговля, транспорт и сфера услуг — 33,8 %
- государственные и муниципальные службы — 30,8 %

Уровень безработицы (2020) — 10,9 % (Франция в целом — 12,7 %, департамент Мен и Луара— 11,0 %). 

Среднегодовой доход на 1 человека, евро (2020) — 21 010 (Франция в целом — 22 400, департамент Мен и Луара — 21 790).

## Администрация
Пост мэра Женн-Валь-де-Луара с 2021 года занимает Николь Муази (Nicole Moisy). На муниципальных выборах 2020 года победил список во главе с Изабель Дево, 28 мая избранной новым мэром Женн-Валь-де-Луара. Однако позже Государственный совет признал выборы недействительными, и в сентябре 2021 года Изабель Дево ушла в отставку. На состоявшихся 19 сентября дополнительных выборах ее список получил 48,23 % голосов, проиграв с разницей в 99 голосов списку Николь Муази. 25 сентября 2021 года Николь Муази была избрана мэром Женн-Валь-де-Луара. 
| Период | Период | Фамилия       | Партия        | Примечания                         |
| ------ | ------ | ------------- | ------------- | ---------------------------------- |
| 2018   | 2020   | Жан-Ив Фюльно | Разные правые | пенсионер, бывший мэр Женна        |
| 2020   | 2021   | Изабель Дево  | Разные правые | фермер, член Совета департамента   |
| 2021   |        | Николь Муази  |               | контролер государственных финансов |

## Галерея

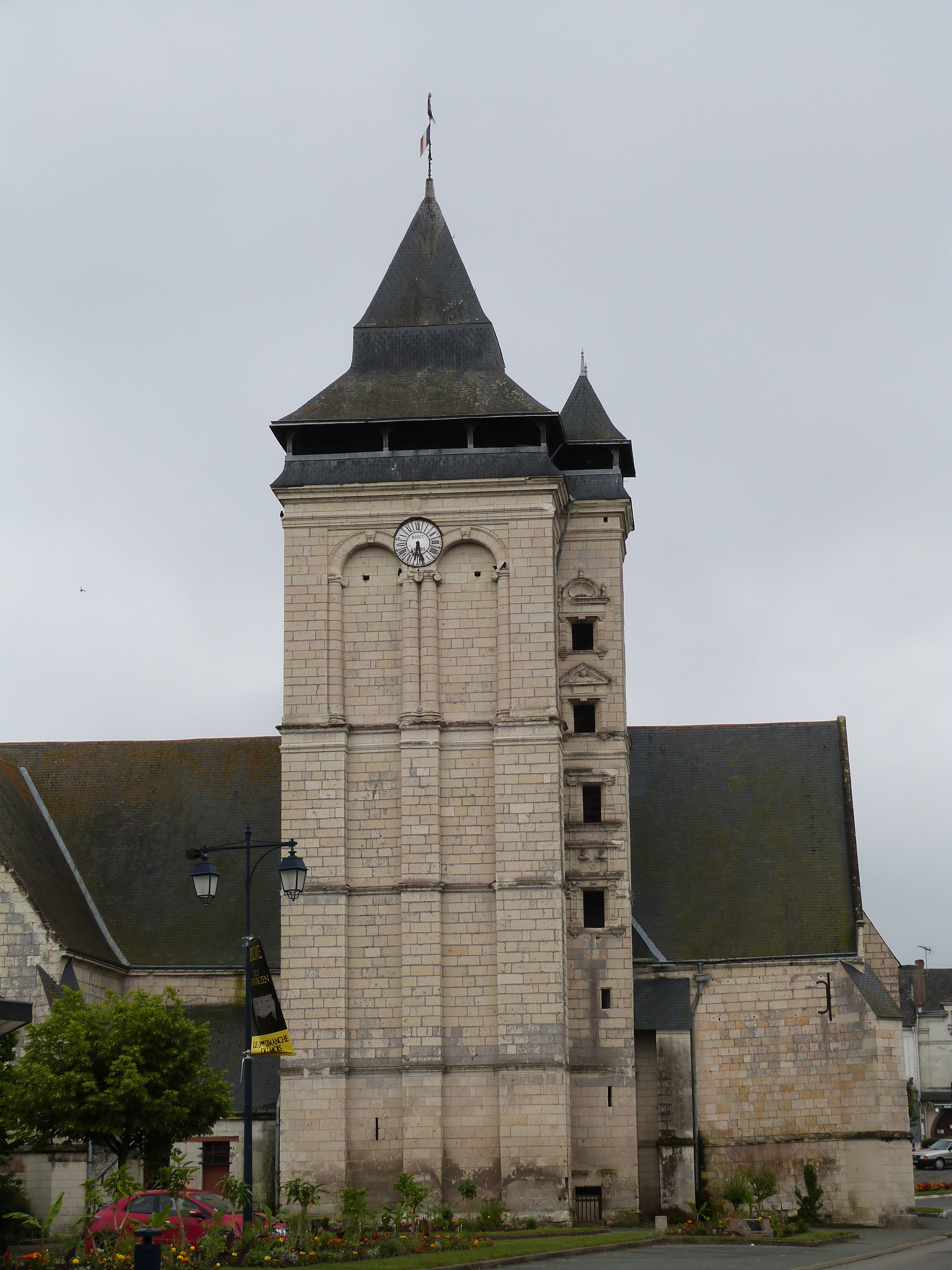
Церковь Нотр-Дам в Ле-Розье
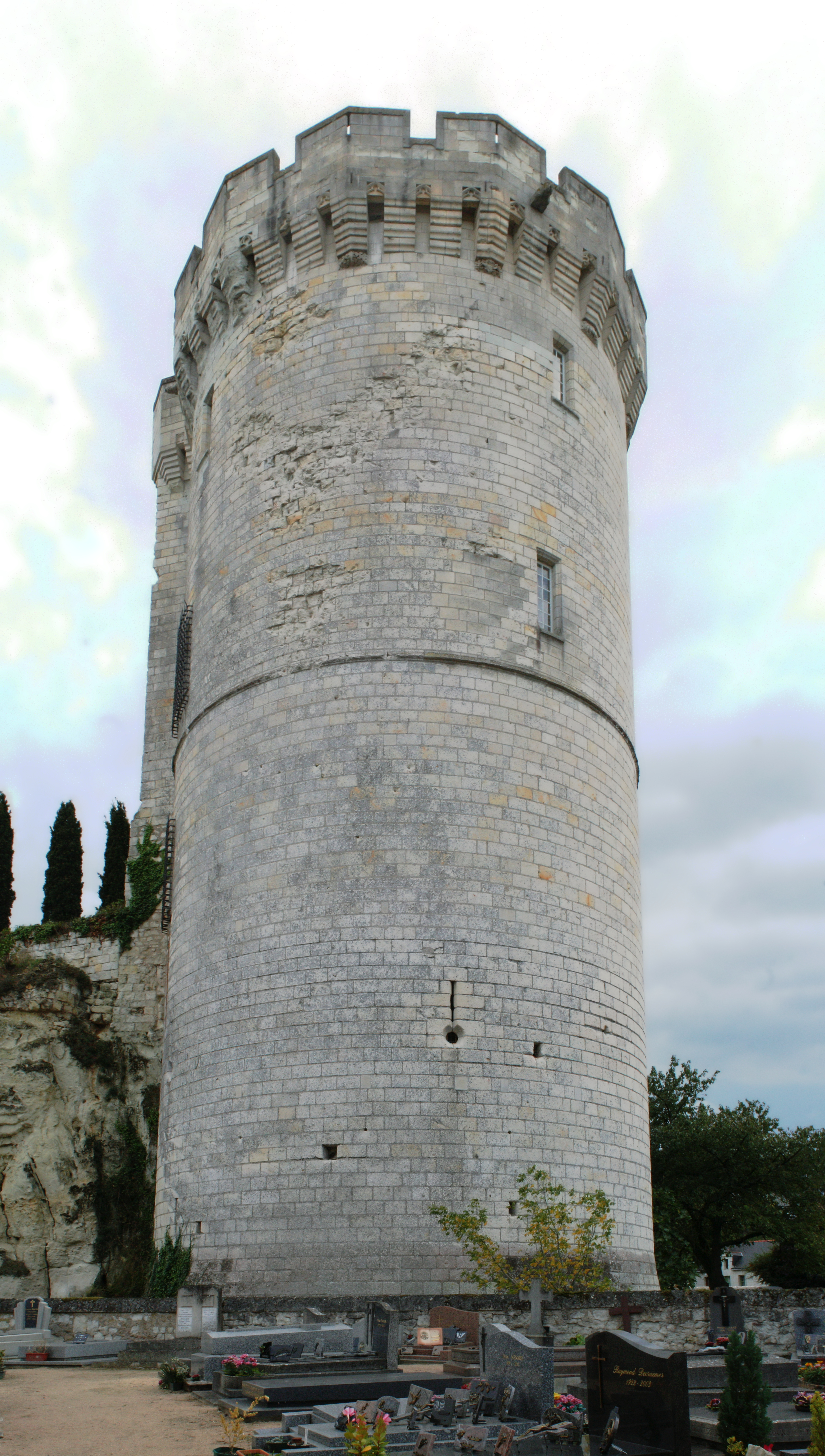
Башня Трев
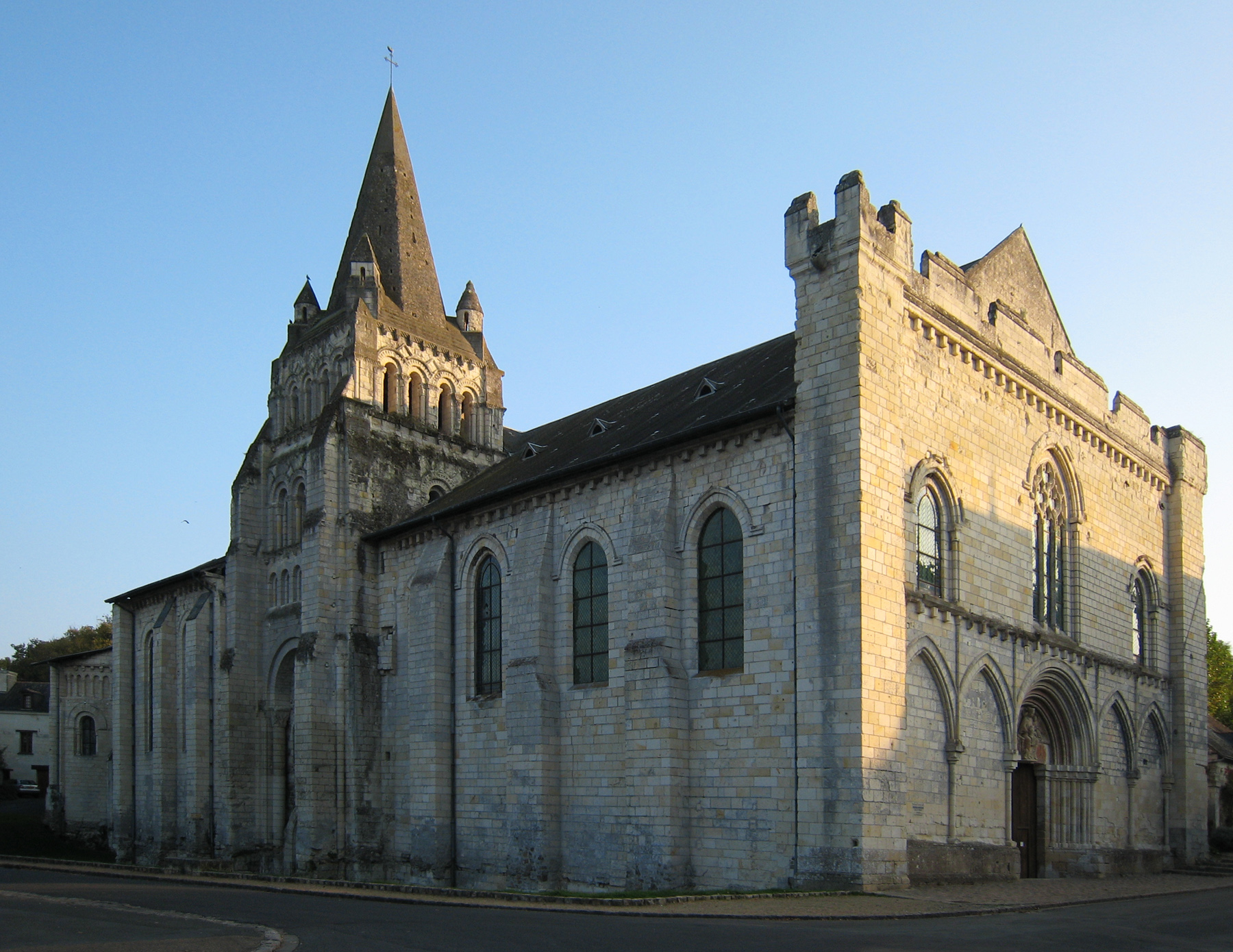
Церковь Нотр-Дам в Кюно
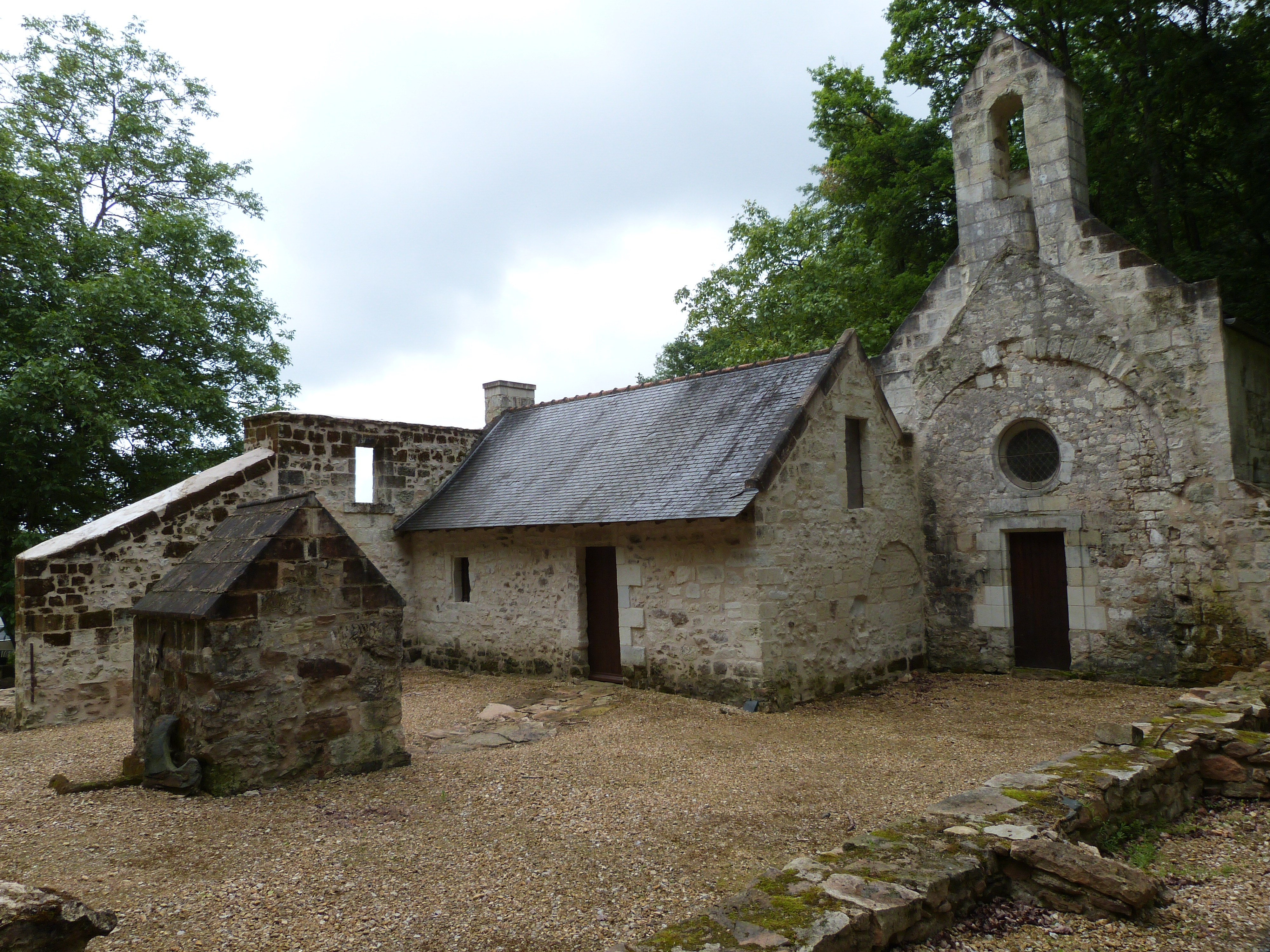
Эрмитаж Сен-Жан
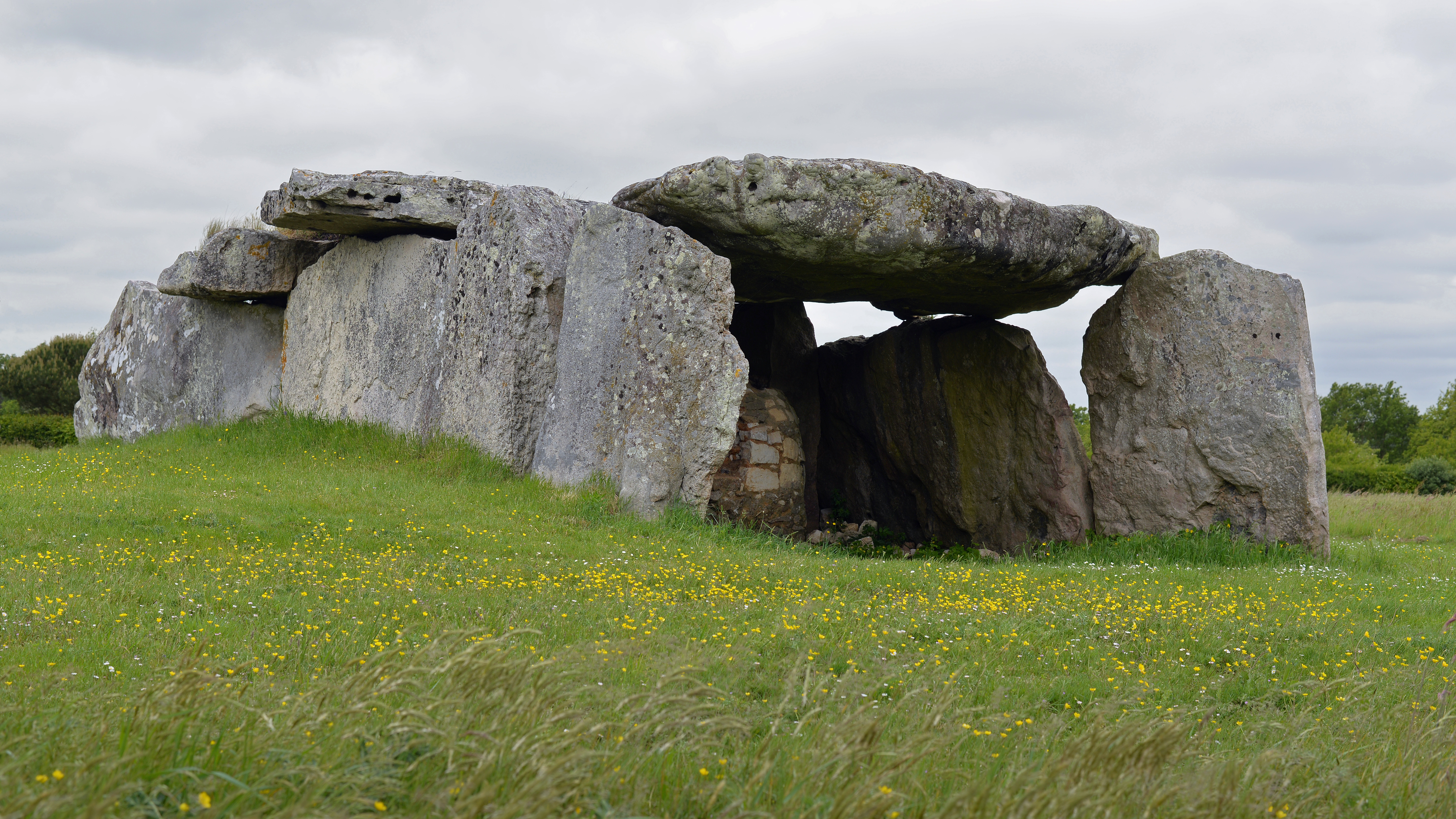
Дольмен Ла-Мадлен
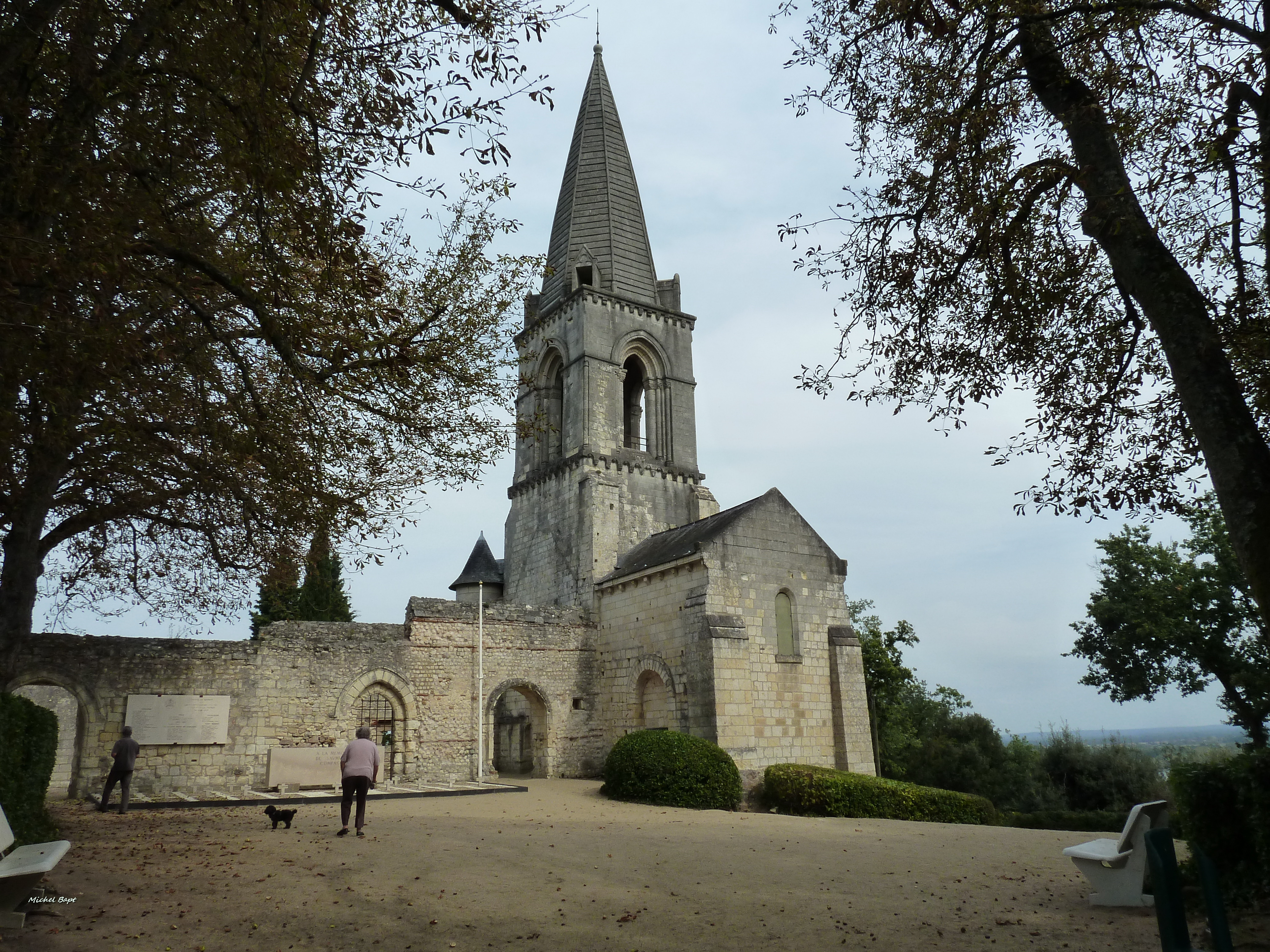
Церковь Святого Евсевия
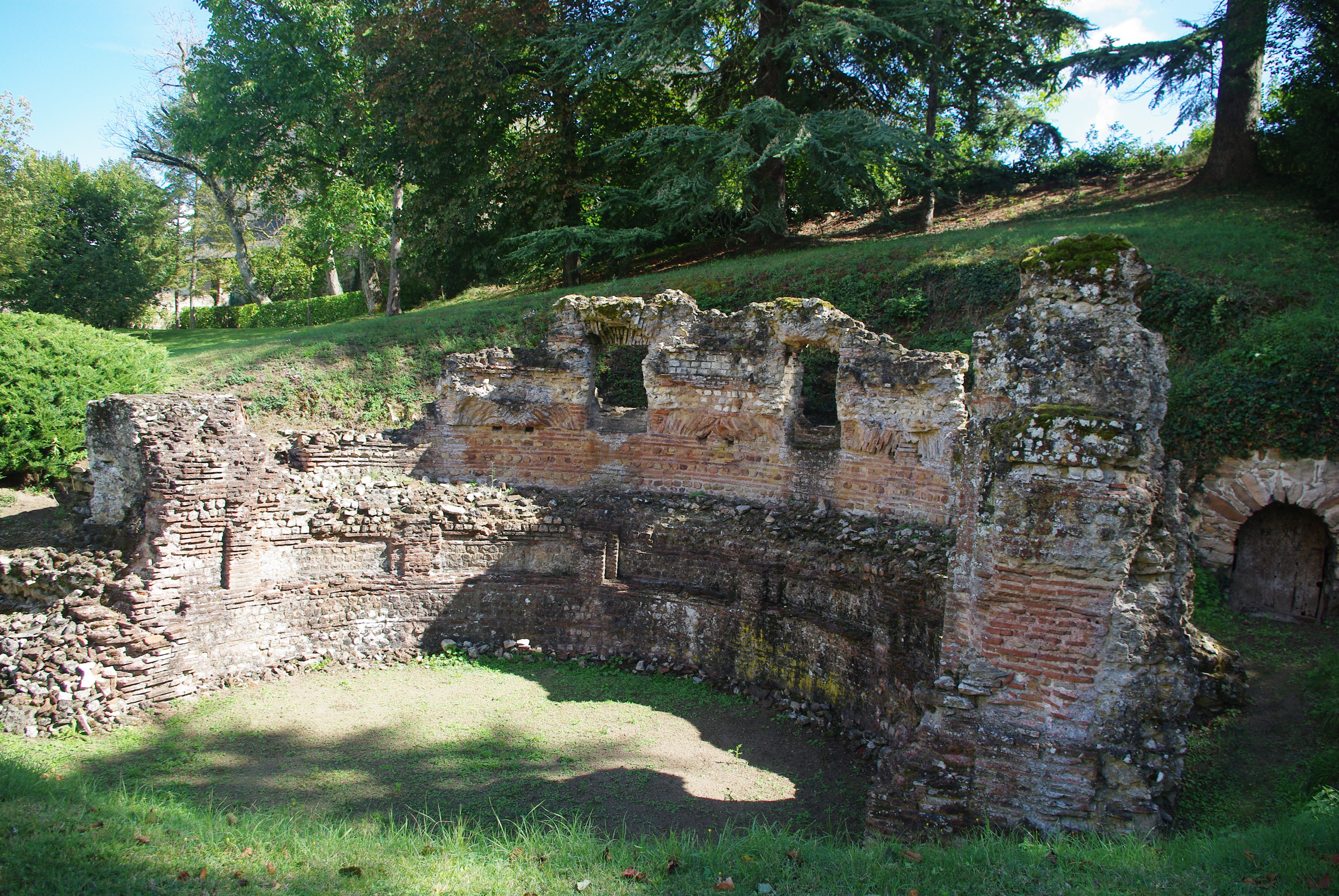
Галло-римский нимфеум
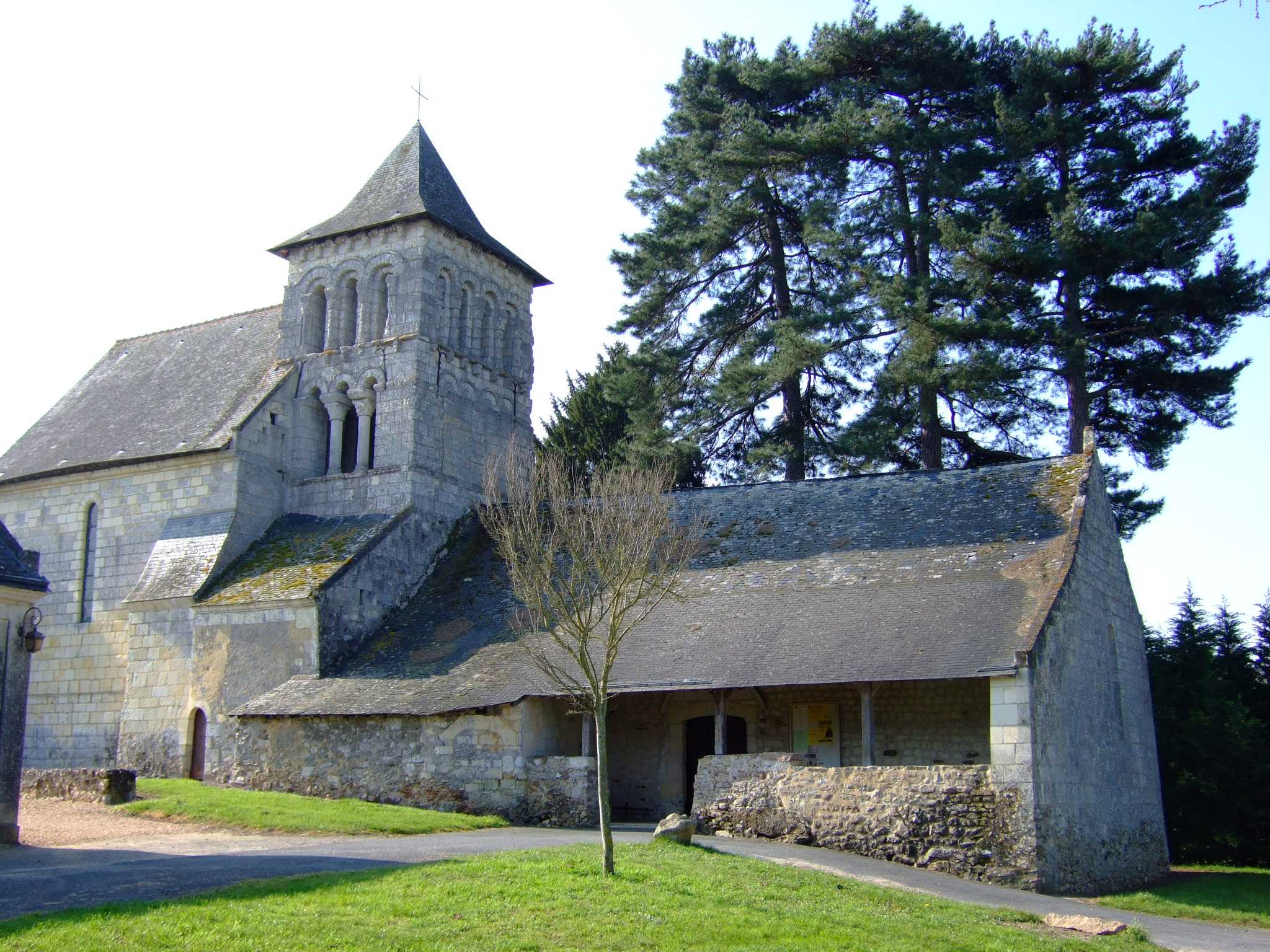
Церковь Святой Варвары
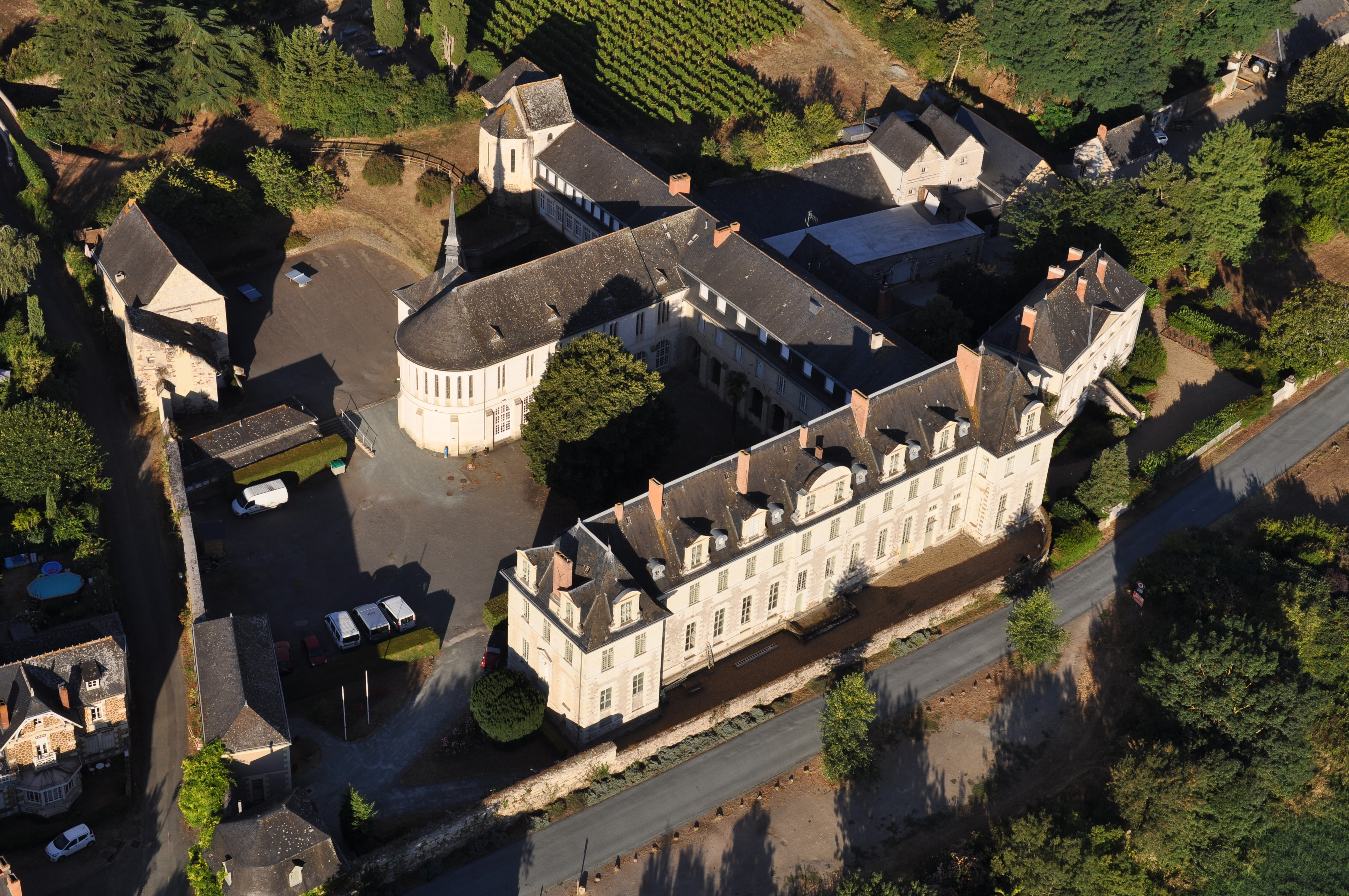
Аббатство Святого Мавра

Шаблон:Коммуны округа Сомюр